# ورسا، مینه‌سوتا
ورسا (به انگلیسی: Warsaw) یک منطقهٔ مسکونی در ایالات متحده آمریکا است که در شهرستان رایس، مینه‌سوتا واقع شده‌است. ورسا ۶۲۷ نفر جمعیت دارد و ۳۰۵٫۱۱ متر بالاتر از سطح دریا واقع شده‌است.